# Stawiguda (przystanek kolejowy)
Stawiguda — przystanek osobowy, niegdyś stacja kolejowa w Stawigudzie, w województwie warmińsko-mazurskim, w Polsce.

## Ruch pasażerski
| Rok  | Wymiana pasażerska na dobę |
| ---- | -------------------------- |
| 2017 | 20-49                      |
| 2022 | 50-99                      |